# Landschaftsschutzgebiet Staupketal

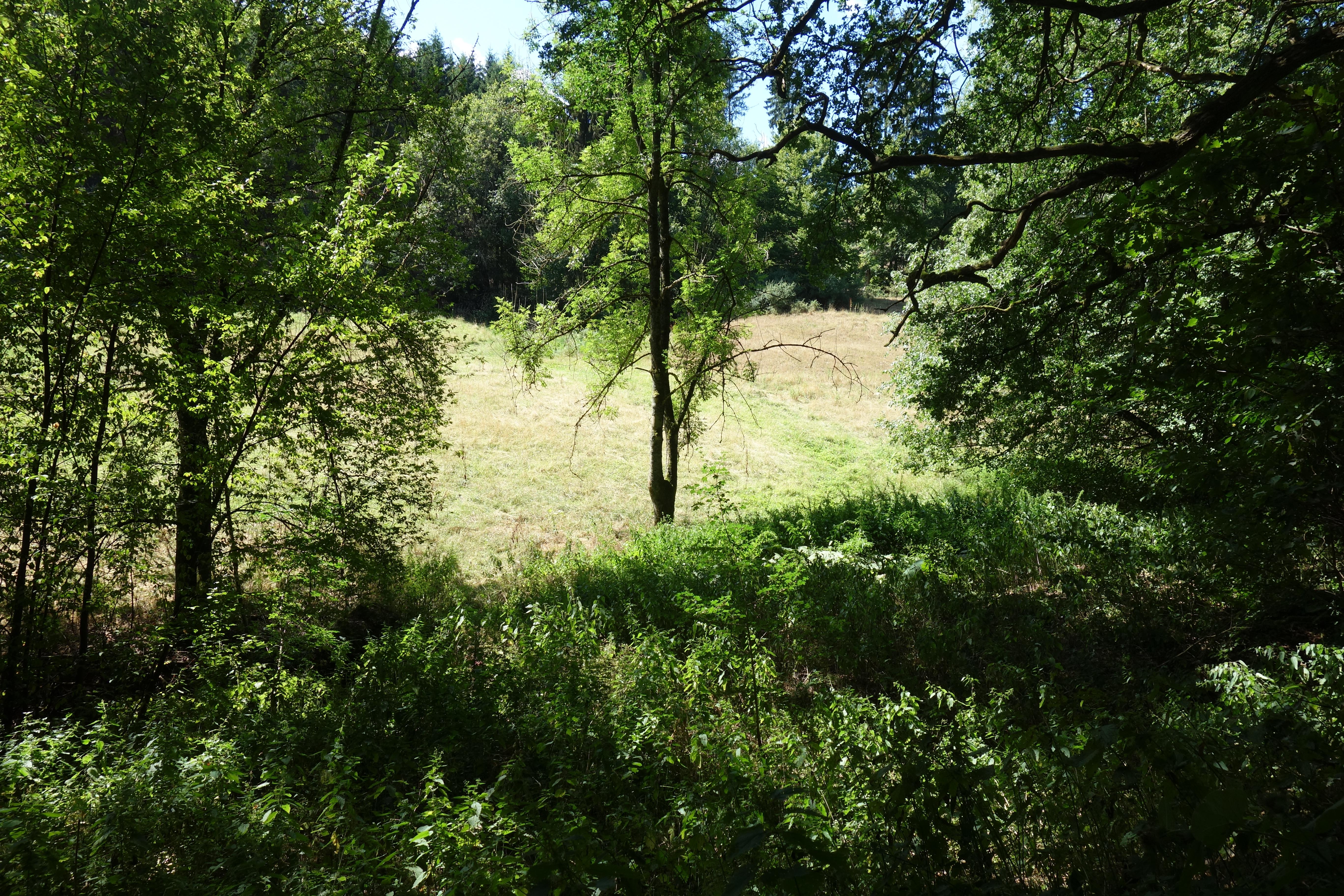
Brachgefallenes Grünland im Landschaftsschutzgebiet Staupketal

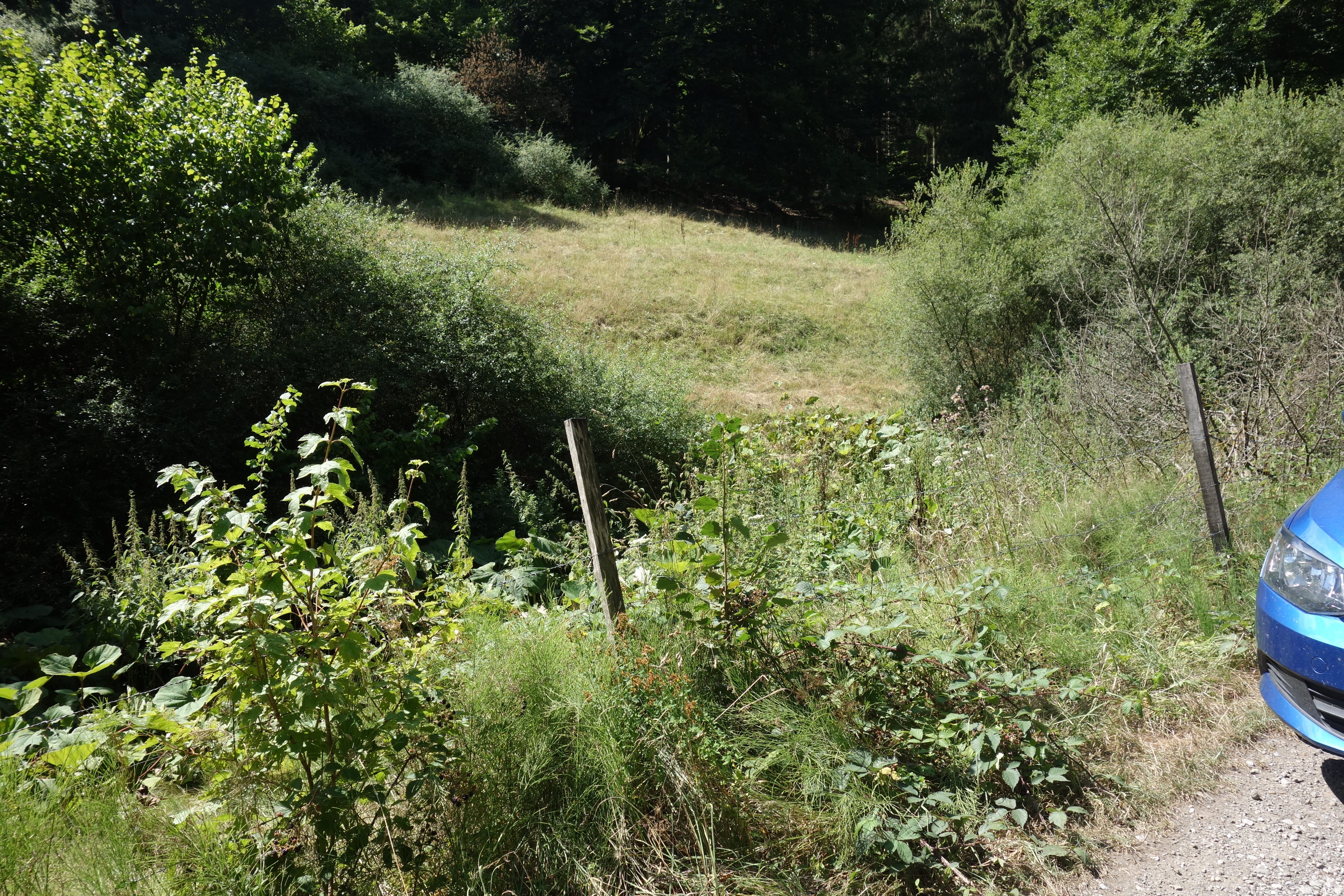
Grünlandbereich im Schutzgebiet

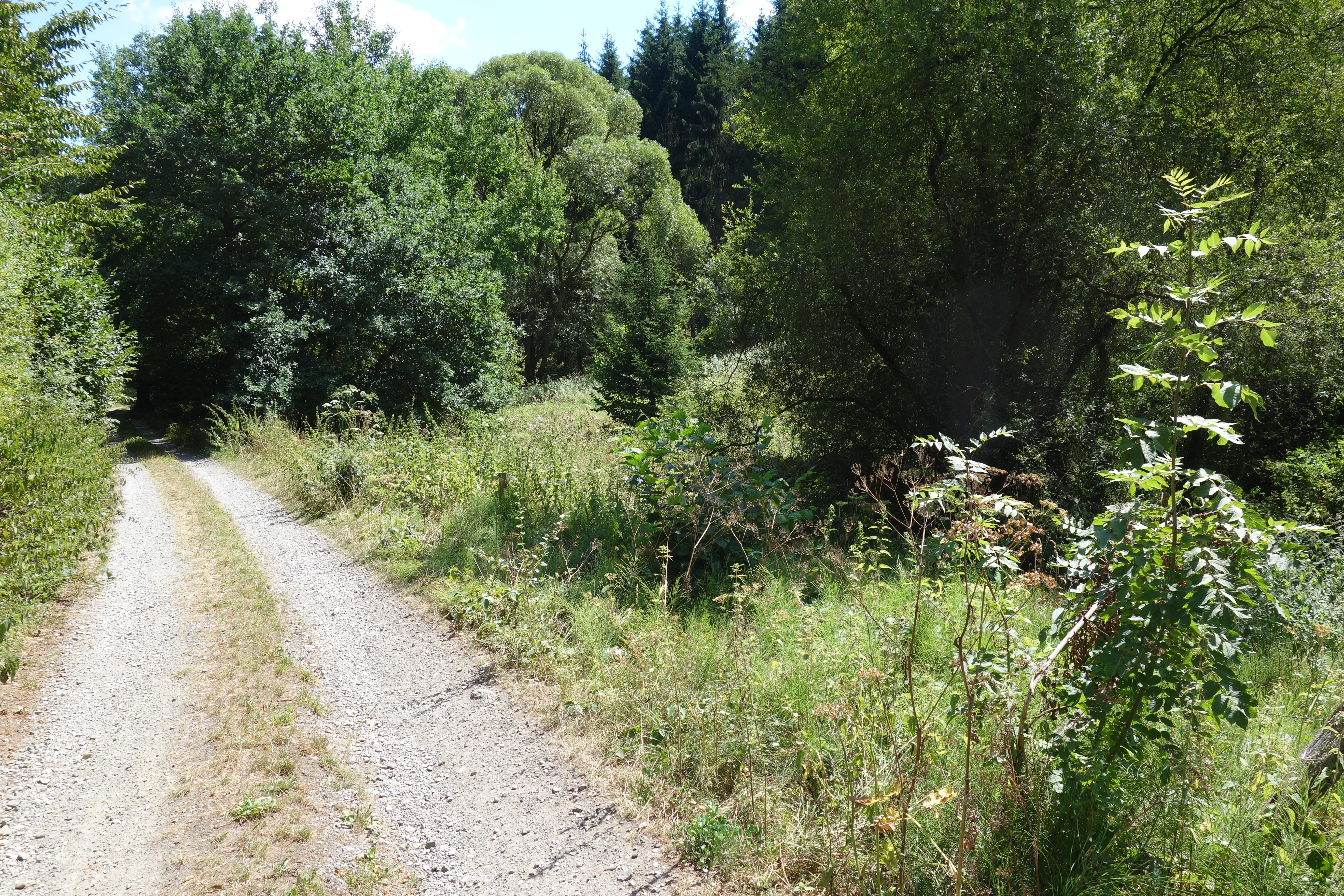
Weg mit weiterem Brachebereich im LSG

Das Landschaftsschutzgebiet Staupketal ein 15,86 ha großes Landschaftsschutzgebiet (LSG) nördlich von Marsberg bzw. südöstlich von Essentho. Das Gebiet wurde 2008 mit dem Landschaftsplan Marsberg durch den Kreistag des Hochsauerlandkreises ausgewiesen. Es grenzt im Süden direkt an den Siedlungsbereich von Marsberg und im Norden an die Bebauung von Essentho. Das Naturschutzgebiet Niedernfeld grenzt nordöstlich an. Im Westen und Osten liegt das Landschaftsschutzgebiet Randhöhen zwischen Sintfeld und Diemeltal.

## Beschreibung
Beim Landschaftsschutzgebiet Staupketal handelt es sich um den Bach Staupke und die Flussaue. Das LSG zieht sich als schmaler Talzug vom Südrand der Paderborner Hochfläche quer durch die bewaldeten Diemeltalflanken bis ins Diemeltal hinunter. Morphologisch ist das Tal größtenteils als Kerbtal ausgebildet. Der Bach im Talgrund befinden sich etliche Uferabbrüche und Steilhänge. Im Tal variieren die Hangneigungen im Querprofil sehr stark. Am Bach liegen stellenweise kleine Feuchtwiesenbrachen und Auwaldreste mit Eschen. In einigen Talbereichen sind in den letzten Jahrzehnten Aufforstungen durchgeführt worden. Die Aufforstungen wurden meist mit Fichte oder Pappel gemacht. Durch die Aufforstungen wurde aus einem ehemals durchgängig grünlandgenutzten Talzug ein Tal mit fünf Grünlandbereichen. Nur noch die Bereiche an den Talenden zu Marsberg und Essentho werden noch genutzt. Die anderen Grünlandbereiche sind brachgefallen. Diese vorhandene Bestockung Fichte oder Pappel ist auf den dortigen Gleyböden, laut Landschaftsplan, als nicht standortgerecht einzustufen. Die Fichten und Pappeln sollten, laut Landschaftsplan, spätestens beim Fällen der Bäume entweder in eine bodenständige Laubholzbestockung geändert oder besser zugunsten einer möglichst extensiven Grünlandnutzung beseitigt werden.

## Schutzzweck
Die Ausweisung erfolgte zur Erhaltung, Ergänzung und Optimierung eines Grünlandbiotop-Verbundsystems in den Talauen und den Magergrünland-Gesellschaften in den Naturschutzgebieten, damit Tiere und Pflanzen Wanderungs- und Ausbreitungsmöglichkeiten behalten, und dem Erhalt der Vorkommen geschützter Vogelarten sowie dem Schutz artenreicher Pflanzengesellschaften.

## Rechtliche Rahmen
Das Landschaftsschutzgebiet Staupketal wurde als eines von 30 Landschaftsplangebieten vom Typ C, Wiesentäler und ornithologisch bedeutsames Offenland, ausgewiesen. Im Landschaftsplangebiet Marsberg gibt es auch drei Landschaftsschutzgebiete vom LSG Typ A, Allgemeiner Landschaftsschutz, wo unter anderem das Errichten von Bauten verboten ist. Ferner 17 Landschaftsschutzgebiete vom LSG Typ B, Ortsrandlagen und Landschaftscharakter, wo zusätzlich Erstaufforstungen und auch die Neuanlage von Weihnachtsbaumkulturen, Schmuckreisig- und Baumschulkulturen verboten sind. Wie in den anderen 29 Landschaftsschutzgebieten vom Typ C im Landschaftsplangebiet Marsberg besteht im LSG zusätzlich ein Umwandlungsverbot von Grünland und Grünlandbrachen in Acker oder andere Nutzungsformen. Eine maximal zweijährige Ackernutzung innerhalb von zwölf Jahren ist erlaubt, falls damit die Erneuerung der Grasnarbe vorbereitet wird. Dies gilt als erweiterter Pflegeumbruch. Beim erweiterten Pflegeumbruch muss ein Mindestabstand von 5 m vom Mittelwasserbett eingehalten werden.